# Collège jésuite de Luxembourg

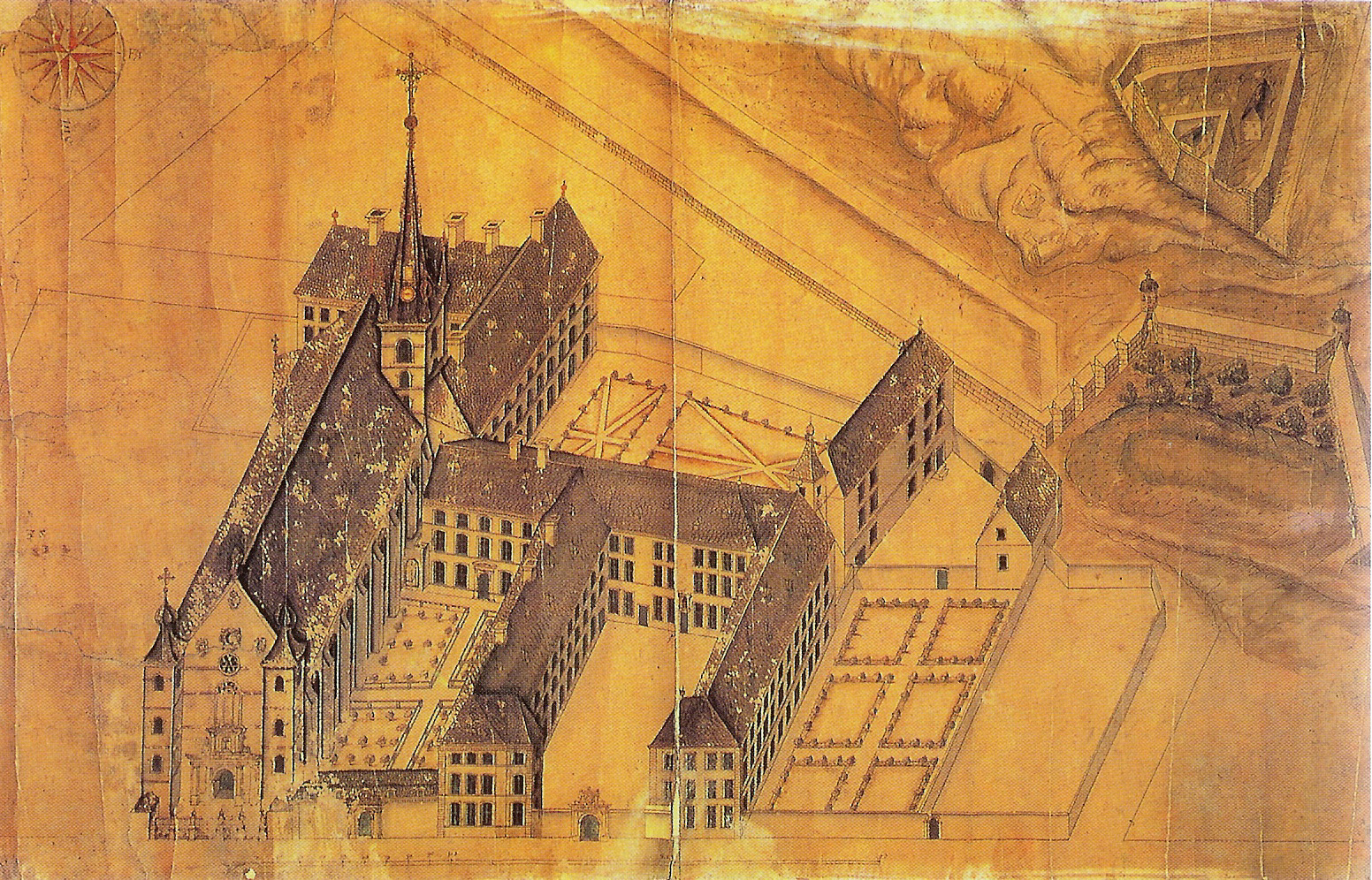
Collège de Luxembourg, et son église, en 1686

L’ancien collège jésuite de Luxembourg était une institution catholique jésuite d’éducation secondaire pour garçons sise en ‘Ville-haute’ de Luxembourg (Grand-Duché de Luxembourg). Ouvert en octobre 1603 il fut repris par le clergé séculier lorsque la Compagnie de Jésus fut supprimée (1773). Devenus ‘Athénée de Luxembourg’ au XIXe siècle ses bâtiments abritent depuis 1973 la bibliothèque nationale du Grand-duché de Luxembourg. Son église est aujourd’hui cathédrale de l’archidiocèse de Luxembourg. 

## Histoire
En 1560, la gouvernante des Pays-Bas, Marguerite de Parme demande la fondation d’une école jésuite à Luxembourg. Cela reste sans lendemain. En 1577 le comte Antoine Houst suggère au nouveau gouverneur des Pays-Bas méridionaux, Pierre Ernest de Mansfeld, de relancer cette demande et promouvoir la création d’un collège jésuite à Luxembourg.
La première visite de jésuites à Luxembourg remonte à novembre 1583, Pierre Paraxylus et Jacob Ditzius viennent de Trèves pour les sermons d’Avent à Luxembourg. Leur prédication est appréciée par une population qui, malgré l’état déplorable du clergé, était restée fidèle au catholicisme.  En janvier 1584 Alexandre Farnèse fait une demande officielle, au nom du roi Philippe II d'Espagne, et s’adresse au supérieur général des Jésuites, Claudio Acquaviva, pour qu’un collège soit ouvert à Luxembourg. Le pape Sixte V lui-même semble être intervenu (1585). Cependant devant affronter des intrigues et insinuations malveillantes, les jésuites se retirent de la ville sur injonction de leur Provincial, Olivier Mannaerts, en juin 1586.  
En 1594, sur l'insistance du conseil provincial, cinq jésuites reviennent à Luxembourg (trois prêtres et deux frères) pour y préparer la fondation du collège. Une résidence est ouverte en mai 1596. Théodore Othon Becanus en est le supérieur de 1597 à 1602, comme du collège par après: 1602-1607.  
En octobre 1603 le collège ouvre enfin ses portes: quelque 200 étudiants y commencent leurs classes dans des bâtiments provisoires. En 1607, grâce à l’aide fournie par le comte Houst le collège s’installe dans des bâtiments définitifs qui sont encore agrandis sous l’impulsion de François Aldenardus  (aujourd’hui occupés par la bibliothèque nationale du Luxembourg). Lorsque les travaux sont achevés le collège reçoit 500 élèves, puis à la fin du XVIIe siècle : 800.
Outre les Luxembourgeois Alexandre et Jean-Gaspard Wiltheim, d’éminents professeurs jésuites de divers pays, tels Théodore de Valenart et Martin du Cygne contribuent à l'excellente réputation du collège. Au-delà de son projet éducatif il joue un rôle de première importance dans la vie culturelle et politique de la ville. 
L’église du collège est construite de 1613 à 1621 sous la direction du frère jésuite Jean Du Blocq. Dédiée à l’Immaculée Conception et utilisée avant tout pour les activités spirituelles liées à la pédagogie jésuite elle permet cependant de développer à partir du collège d’autres activités apostoliques : prédications publiques, catéchèse et congrégations mariales pour adultes. L’église est aujourd’hui cathédrale de l’archidiocèse de Luxembourg. 
En 1686 le roi Louis XIV autorise le collège à donner des cours de philosophie et théologie, privilège rarement accordé à l’époque et risquant de mettre le collège en concurrence avec l’université de Louvain et celle de Trèves.
Lorsque la Compagnie de Jésus est supprimée (1773) les jésuites qui y forment encore une importante communauté, doivent quitter la direction du collège qui, sous le nom de ‘Collège royal’ passe sous l’autorité de membres du clergé séculier nommés par l’université de Louvain.

## Supérieurs et recteurs
- 1603 - 1608 : Théodore Othon Becanus
- 1608 - 1609 : Zachée Ribecius
- 1609 - 1621 : François Aldenard
- 1621 - 1624 : Jean Spies
- 1624 - 1629 : Antoine de Torres
- 1620 - 1634 : Hubert Wiltheim
- 1634 - 1636 : Jean Petri
- 1636 - 1636 : Jean Henri de Nefve
- 1636 - 1643 : Jean Rutius
- 1643 - 1646 : Jean de Viron I
- 1646 - 1650 : François de Steel
- 1650 - 1653 : Jean-Michel Ludling
- 1653 - 1656 : Jean de Viron II
- 1656 - 1659 : Alexandre Wiltheim
- 1659 - 1662 : Jean-Baptiste de Florbecq
- 1662 - 1665 : André de Preumonteaux
- 1665 - 1668 : François Flamen
- 1668 - 1671 : Guillaume de Waha-Baillonville
- 1671 - 1675 : Jean Mascault
- 1675 - 1678 : François Bellegambe
- 1678 - 1681 : Arnould Cardon
- 1681 - 1685 : Jacques Pirenne I
- 1685 - 1688 : Robert d'Assignies
- 1688 - 1691 : Jacques Pirenne II
- 1691 - 1694 : Joseph de Hennin
- 1694 - 1697 : Lucas de Lattre
- 1697 - 1700 : Pierre Alhoy
- 1701 - 1704 : Ignace de la Porte
- 1704 - 1707 : Pierre Forceville
- 1707 - 1710 : Christophe Locart
- 1710 - 1714 : Jean Quarré
- 1714 - 1717 : François Weydert I
- 1717 - 1720 : Etienne Petit
- 1720 - 1723 : Pierre Fievet
- 1724 - 1728 : Ambroise Lefebvre
- 1728 - 1732 : Anselme Battelet
- 1732 - 1735 : François  Weydert II

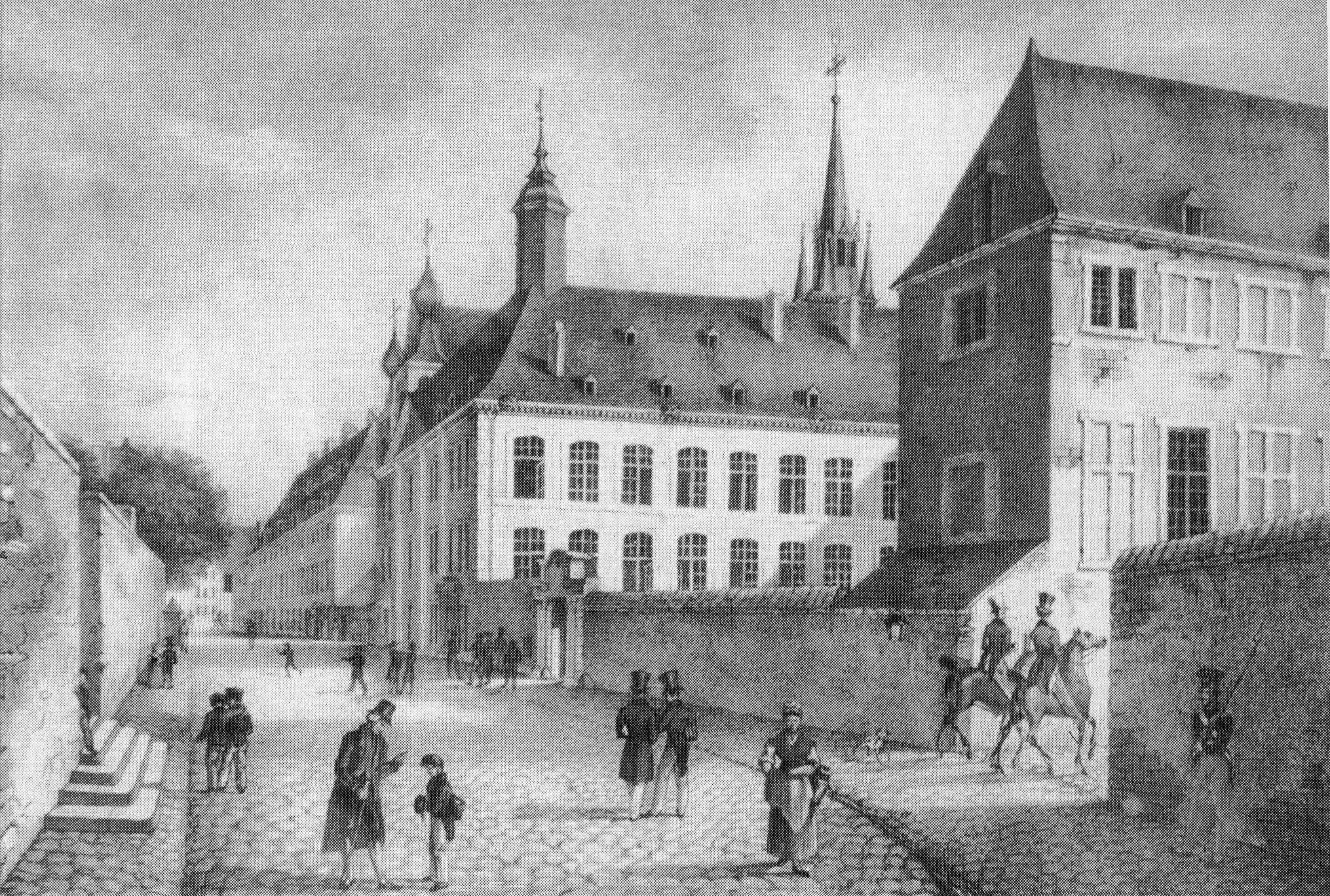
Les bâtiments du collège-athénée en 1828

- 1735 - 1738 : Jean de Wallers
- 1738 - 1742 : Ernest Hubertin
- 1742 - 1746 : Marc Casteele
- 1746 - 1749 : Ghislain Barbier I
- 1749 - 1753 : Henri Colle
- 1753 - 1756 : Ghislain Barbier II
- 1756 - 1758 : Hubert Busin
- 1759 - 1764 : Théodore Helm
- 1764 - 1767 : Paul Lalieu
- 1767 - 1769 : Firmin Murat
- 1769 - 1770 : Nicolas Heinen
- 1770 - 1773 : Joseph Descornaix

## XIXeetXXesiècles
Au cours de la révolution française, et avec les changements politiques qui s’ensuivirent, le collège est réorganisé suivant le système éducatif français et change plusieurs fois de nom. Il devient ‘École centrale’ en 1795, puis ‘École secondaire’ en 1802, et ‘Collège municipal’ en 1817. En 1817 il acquiert son nom définitif de ‘Athénée royal grand-ducal’. Malgré ce nom officiel, dans le parler local luxembourgeois il est toujours connu sous son premier nom: ‘De Kolléisch’.
L'athénée quitte les bâtiments en 1964. De 1973 à 2019, la bibliothèque nationale de Luxembourg occupe les lieux.